# لويس غوميز (لاعب كرة قدم)
لويس غوميز (بالإسبانية: Juanlu Gómez)‏ (و. 1980  م) هو لاعب كرة قدم، من إسبانيا، ولد في مالقة، يلعب كلاعب وسط.

## روابط خارجية
- لويس غوميز على موقع قاعدة بيانات كرة القدم.إي يو (الإنجليزية)
- لويس غوميز على موقع Soccerway.com (الإنجليزية)
- لويس غوميز على موقع AS.com (الإسبانية)